# Leiaster leachi
Leiaster leachi är en sjöstjärneart som först beskrevs av Gray 1840.  Leiaster leachi ingår i släktet Leiaster och familjen Ophidiasteridae. Inga underarter finns listade i Catalogue of Life.